# Supercopa de Honduras
La Supercopa de Honduras fue una competición de fútbol de Honduras, que enfrentaba anualmente al mejor campeón de la Liga Nacional en el año futbolístico —siendo este, el ganador del título con mayor puntaje—, contra el campeón de la Copa Presidente de esa misma temporada. Se inició como un torneo amistoso en 1997, pero se suspendió después de dos temporadas. En 2016, se reanudó la competición luego de 17 años de ausencia, sin embargo, siguió manteniendo su carácter extraoficial.
A partir de la edición 2017, la Fenafuth decidió oficializar la Copa por lo que esta es considerada la primera edición de dicho torneo por las autoridades hondureñas.

## Sistema de competencia
En el año futbolístico —torneos Apertura y Clausura—, el equipo que ganó la Liga con el mayor número de puntos y el campeón de la Copa Presidente del mismo ciclo, ganan el derecho a disputar la Supercopa de Honduras.
El campeonato se disputa a un solo partido, realizándose un sorteo para definir quien elige la sede.  El equipo que logra mayor diferencia de goles en el encuentro se proclama campeón del torneo. En caso de empate, el título se decide mediante lanzamientos de penalti. Se permiten hasta 5 cambios por club durante los 90 minutos regulares. El conjunto triunfante se lleva una bolsa de 200,000 L.

## Historial
Antes del inicio oficial de la Copa en 2017, se disputaron 4 ediciones amistosas. 
| Edición           | Campeón           | Resultado         | Subcampeón            | Estadio                         |
| Carácter amistoso | Carácter amistoso | Carácter amistoso | Carácter amistoso     | Carácter amistoso               |
| ----------------- | ----------------- | ----------------- | --------------------- | ------------------------------- |
| 1997              | (L) Olimpia       | 1-0               | (C) Platense          | Estadio Francisco Morazán       |
| 1999              | (L) Motagua       | 1-0               | (C) Platense          | Estadio Tiburcio Carías Andino  |
| 2016              | (C) Olimpia       | 3-3 (5-4 p.)      | (L) Honduras Progreso | Estadio Humberto Micheletti     |
| 2016              | (L) Olimpia       | 3-0               | (C) Juticalpa         | Estadio Juan Ramón Brevé Vargas |
| Carácter oficial  |                   |                   |                       |                                 |
| 2017              | (L) Motagua       | 2-1               | (C) Marathón          | Estadio Francisco Morazán       |
| 2019              | (L) Marathón      | 0-0 (4-2 p.)      | (C) Platense          | Estadio Carlos Miranda          |

Leyenda: (L)= Accede como mejor campeón de Liga; (C)= Accede como campeón de Copa.

## Palmarés
Títulos por equipo desde la instauración de la Copa como torneo oficial.
| # | Equipo   | Títulos | Subtítulos | Años campeón |
| - | -------- | ------- | ---------- | ------------ |
| 1 | Marathón | 1       | 1          | 2019         |
| 2 | Motagua  | 1       | -          | 2017         |
| 3 | Platense | -       | 1          | -            |

## Estadísticas

### Tabla histórica de goleadores
Goleadores desde la instauración de la Copa como torneo oficial.
| Pos. | Jugador        | G. | P. J. | Prom. |  | Equipo(s) |
| ---- | -------------- | -- | ----- | ----- |  | --------- |
| 1    | Erick Andino   | 1  | 1     | 1,00  |  | Motagua   |
| 2    | Félix Crisanto | 1  | 1     | 1,00  |  | Motagua   |
| 3    | Júnior Lacayo  | 1  | 1     | 1,00  |  | Marathón  |

Datos actualizados al último partido jugado el 24 de abril de 2019.